# Tambana albitessellata
Tambana albitessellata är en fjärilsart som beskrevs av George Francis Hampson 1913. Tambana albitessellata ingår i släktet Tambana och familjen Pantheidae. Inga underarter finns listade i Catalogue of Life.